# 野村弘樹
野村 弘樹（のむら ひろき、本名：野村 弘（のむら ひろし）、1969年6月30日 - ）は、広島県広島市出身の元プロ野球選手（投手、左投左打）・コーチ、野球評論家。入団3年目までは本名を登録名としていた。
1990年代の大洋・横浜で主力投手として活躍。1998年の横浜の日本一の際もエースとして活躍した。

## 経歴

### プロ入り前
広島市の出身で、小学生の頃からお小遣いとおにぎりを持って広島市民球場に通いプロ野球の試合を観て、自然にプロ野球選手に憧れを抱く。父親は広陵高校野球部OBで、父と野球の練習に明け暮れた少年時代を過ごす、小学校2年からリトルリーグ・広島中央リトルに入る。1つ上の学年に元広島・阪神の金本知憲、2つ上の学年にお笑いタレントの山本圭壱がいた。野村は同チームのエースで4番だったが、一年でボーイズリーグの広島ジャガーズに移籍した。広島ジャガーズは、古葉竹識の弟の古葉福生が長年監督を務めていた。
高校はPL学園に入学し、桑田真澄、清原和博らを擁して夏の甲子園を制した後の新チームでエースナンバーを背負い、秋の大阪府大会、近畿大会に出場している。翌春の選抜大会でベンチ外であった。1987年、桑田泉（桑田真澄の実弟）、立浪和義（元中日）、片岡篤史（元日本ハム）、橋本清（元巨人）、宮本慎也（元ヤクルト・宮本のみ1学年下）らを揃えた強力チームのエースとして史上4校目の甲子園春夏連覇を達成した。野村は10試合に登板し6勝0敗を記録。高校時代はスタミナがなく、継投により途中降板して左翼手に回ることが多かった。野村、橋本、岩崎充宏（青学大 - 新日鉄名古屋）の3投手の活躍は「三本の矢」と称された。
ドラフト前までプロから指名されると思っておらず、卒業後は東洋大学へ進学する予定でいたが、1987年のドラフト会議で大洋から3位指名を受ける。このドラフトでは12球団からプロ入りのオファーがあった。うち10球団は野手指名を想定し、投手として評価したのは大洋と近鉄バファローズの2球団であった。

### 現役時代
1988年に入団。2軍で経験を積み、シーズン終盤に1軍昇格する。10月2日の対広島戦で、プロ初登板で無四球完封勝利を挙げる。高卒ルーキーとして史上5人目の初登板初完封勝利した。
1989年は開幕から33試合に登板し、先発のマウンドにも12回立ったが、スタミナ不足から中盤に捕まることが多く、成績は3勝11敗で防御率5.89と期待に応えられず。この年のオフに投手コーチに小谷正勝が就任し、小谷からの熱い指導のもとトレーニングによって完投能力を含めて多大なスタミナを身につけた。
1990年、この年から登録名を「野村弘」から「野村弘樹」に変更する。4月19日、5月10日、5月26日と巨人戦に登板し、巨人戦で3試合連続の完投勝利を飾ると「巨人キラー野村」とスポーツ紙に取り上げられる。6月5日の巨人戦は、1985年から大洋から負けなしだった前年に20勝投手の斎藤雅樹が巨人の先発に上がるが、野村が7回2失点に抑えると9回に高木豊が斎藤から逆転2ランを放ち勝利し、野村に勝ち星はつかなかったものの斎藤の対大洋の勝利記録をストップさせた。この年、プロ入り初の2桁勝利を挙げる活躍を見せ、オールスターゲームにも初出場を果たす。
1991年は2年連続二桁となる15勝をあげる。野村にとってはこの年がプロ生活で一番調子良かったシーズンに挙げている。
1992年、開幕投手となるも5勝で終わり、1993年には17勝6敗と好成績を残し、最多勝を獲得する。しかし、1週間で3試合登板することもあり、今まで丈夫な身体であったが、この年から徐々に疲労を感じるようになり、1994年はシーズン通して肘痛、腰痛に悩まされ5勝5敗と不振に終わる。
1995年に二度目の開幕投手。前年同様に肘と腰の不調で4勝7敗と成績不振。1996年は10勝で3年ぶりの二桁勝利を記録。4月23日、平塚球場で行われた阪神戦では、2失点完投、打っては2点ビハインドの七回裏に舩木聖士から3ラン本塁打（結果3-2）と一人舞台の試合もあった。
1997年7月1日の対中日戦では5回までパーフェクトピッチングを見せる。6回1死から鳥越裕介に初ヒットを打たれたが、続く門倉健を併殺打に打ち取って無失点に抑えると、その後も好投を続けて8回を1安打無四球の完璧なピッチングを見せた。9回は佐々木主浩が3人で片付けて、野村－佐々木で打者27人の準完全試合を達成した。シーズンでも4年ぶりの完封勝利を記録し2年連続の二桁勝利を記録、チーム7年ぶりのAクラス入りそして18年ぶりのシーズン2位に貢献した。
1998年は3年連続二桁勝利となるチームトップの13勝を挙げチーム38年ぶりリーグ優勝、日本一に貢献。同年の日本シリーズは開幕投手に抜擢される。西武打線を5回まで無失点に抑えて期待に応えると、この大舞台でも4回裏に3連打のきっかけになる二塁打、5回裏には駄目押しのきっかけとなる二塁打を放つなど西武を圧倒した。結局、6、7回と2点ずつを失い、7回途中でマウンドを降りるも、チームとして38年ぶりの日本シリーズ勝利投手に輝いた。しかし自身2回目の先発となった第4戦では一転して西武打線につかまり、6回でKO、敗戦投手となった。権藤博監督からは絶大の信頼を受け、日本シリーズでは「野村－斎藤隆－三浦－野村－斎藤隆－川村－野村」と、野村に3回巡るローテーションの先発予告をしていた。
優勝のために肘に痛みを感じながらも我慢して投げ続けてきたことから肘に故障を抱え、1998年を最後に満足のいく投球ができなくなる。29歳を迎えたこの年が結果的にプロ野球人生の集大成となり、1999年の春季キャンプで左手に感覚が無い事に気付き、開幕してからも肘に溜まった水を抜いたりテーピングをして凌いでいたが、肘の膨らみと手先の感覚の麻痺がどうにもならなくなり5月に左肘手術に踏み切る。手術から半年以上経過しても痛みが取れることはなく、ここから引退するまでの3年間は相手打者ではなく自分との闘いだった。
2001年8月の対巨人戦で1失点完投勝利し、生え抜き投手では斉藤明夫以来の14年ぶりの通算100勝達成。1998年シーズン終了時に94勝を挙げていたが、左肘故障の影響で記録達成に時間がかかった。
2002年に左肘の故障が再発（実際は完治していなかった）し、現役を引退。シーズン終盤に引退試合が行われ、当時シアトル・マリナーズに在籍していた元チームメイトの佐々木主浩から花束を手渡されている。

### 現役引退後
2003年、湘南シーレックスの投手コーチに就任。2004年にベイスターズの投手コーチに昇格。2005年オフ、阿波野秀幸の投手コーチ招聘に伴い、横浜投手コーチを退任。2006年はニッポン放送・tvk・J SPORTS野球解説者、サンケイスポーツ野球評論家を務める。
2007年、横浜ベイスターズの投手コーチ（2009年までブルペン担当、2010年はベンチ担当）に復帰。2008年、2009年は2年連続してセ・リーグ唯一のチーム防御率4点台を、2010年は12球団ワーストの防御率を記録するなど投手陣の成績は低迷し、同年限りでの退団となった。
2011年からは再びニッポン放送、tvk、J SPORTSの解説者にサンケイスポーツ評論家、及びフジテレビ『すぽると!』のレギュラー野球解説者（2016年4月1日で終了）を務めた。
2012年からフジテレビ系列の野球中継である『enjoy! Baseball』や『SWALLOWS BASEBALL L!VE』にも出演し、フジサンケイグループで活動が多い。2016年からは読売テレビゲスト解説者、TBSチャンネル、スポナビライブ（横浜DeNA戦）の解説者も務める。
2014年1月に学生野球資格を回復。
2015年2月から桜美林大学硬式野球部の特別コーチに就任。土日と、大学の授業が無い夏休みや春休みを中心にピッチング指導を行っている。ここでは佐々木千隼 (DeNA) を指導した。

## 選手としての特徴
右利きだが、星飛雄馬への憧れから左投げになった。現役時代、右投げでも遠投50mだった。ペンやはさみなど日常生活はすべて右利きである。子どもの頃から左右で投げてきた事がバランスのいい体作りにもつながったと語る。
球速は全盛期でも145km/h弱で、特に優れた変化球を持っていたわけでもないにもかかわらず、通算で998奪三振記録をあげている。肘を故障するまではストレートとフォークボールのみで打者を抑えていたが、肘を壊してからは制球力と投球術を武器とし、ストレートを速く見せるためにスライダー、スローカーブ、シュート、スクリューボール、SFFなどの球種を覚え、多彩な球種を左右に投げ分けることで打者を抑えていた。投球テンポが早く、まさに「ちぎっては投げ、ちぎっては投げ」の投球スタイルであった。これは打者に考える時間を与えないようにする意図もあった。
前述のとおり巨人キラーとして知られ、巨人に対しては25勝17敗と6割8分の勝率を記録している。巨人に対して25勝以上している投手の中では歴代最高の勝率である。
打撃が優れた投手でもあり、高校時代は甲子園で本塁打も放つなど投手より打者としての評価の方が高かった。プロでは先発投手として登板しながら.250以上の打率を残した年が4度あり、通算本塁打も6本を記録している。シーズン中盤まで3割近くをキープしていたシーズンもあり、前述にある1996年4月23日の対阪神戦では、0対2で負けていた7回の一、三塁の場面で打席が回り、野村は代打が出されるものだと思っていたが、大矢明彦監督からは「野村、代わりがいないんだ」と言われ、そのまま打席に入り思い切ってバットを振ったところ、勝利を呼び込む逆転スリーランとなった。優勝した1998年も規定投球回の到達年では最高の打率.250と、他にも1本塁打、8打点と野手並の成績を残している。野村監督時代のヤクルトでは、「打者・野村（弘樹）をいかに抑えるか」をテーマにミーティングしていた（1998年10月18日の日本シリーズ第1戦、フジテレビ中継のゲスト解説石井一久の談話より）。

## 人物
PL学園高校時代の同学年には鍋山隆弘もいる。
子どもの頃から地元・広島東洋カープのファンで、山本浩二、衣笠祥雄、池谷公二郎に憧れていたが、母親が当時監督だった古葉竹識の大ファンだったため、子どもの頃は選手ではなく古葉の背番号72がプリントされたパジャマを着て寝ていた。古葉は野村がプロ入りした当時の大洋の監督で、大学へ進学を予定していたが古葉から指名されてプロ入りを決めた。
PL学園高校への入学が内定してから中学卒業までの間、広島市西区のトレーナーの下でトレーニングに励んでいた。この時カープの主力投手だった川口和久も同じトレーナーについており、川口から「小僧」と呼ばれて可愛がられていた。2020年頃に川口と再会した際にその思い出を話したら、川口も当時のことを覚えていて「あの小僧お前か！」と驚かれた。
次男・野村眞弘は桜美林大学を経て、2021年にベースボール・チャレンジ・リーグの神奈川フューチャードリームスで外野手としてプレー。2022年から日立製作所硬式野球部に所属し内野手としてプレーしている。

## 詳細情報

### 年度別投手成績
| 年 度      | 球 団      | 登 板 | 先 発 | 完 投 | 完 封 | 無 四 球 | 勝 利 | 敗 戦 | セ 丨 ブ | ホ 丨 ル ド | 勝 率 | 打 者 | 投 球 回 | 被 安 打 | 被 本 塁 打 | 与 四 球 | 敬 遠 | 与 死 球 | 奪 三 振 | 暴 投 | ボ 丨 ク | 失 点 | 自 責 点 | 防 御 率 | W H I P |
| ---------- | ---------- | ----- | ----- | ----- | ----- | -------- | ----- | ----- | -------- | ----------- | ----- | ----- | -------- | -------- | ----------- | -------- | ----- | -------- | -------- | ----- | -------- | ----- | -------- | -------- | ------- |
| 1988       | 大洋 横浜  | 2     | 2     | 1     | 1     | 1        | 1     | 1     | 0        | --          | .500  | 55    | 15.0     | 14       | 1           | 3        | 0     | 0        | 4        | 0     | 0        | 2     | 1        | 0.60     | 1.13    |
| 1989       | 大洋 横浜  | 33    | 13    | 1     | 0     | 1        | 3     | 11    | 0        | --          | .214  | 411   | 94.2     | 111      | 14          | 35       | 2     | 1        | 62       | 1     | 1        | 65    | 62       | 5.89     | 1.54    |
| 1990       | 大洋 横浜  | 24    | 22    | 8     | 0     | 3        | 11    | 6     | 0        | --          | .647  | 650   | 162.0    | 140      | 23          | 35       | 1     | 1        | 114      | 6     | 0        | 67    | 63       | 3.50     | 1.08    |
| 1991       | 大洋 横浜  | 26    | 26    | 6     | 2     | 2        | 15    | 8     | 0        | --          | .652  | 743   | 182.1    | 163      | 25          | 43       | 0     | 3        | 113      | 6     | 0        | 72    | 64       | 3.16     | 1.13    |
| 1992       | 大洋 横浜  | 21    | 15    | 1     | 1     | 0        | 5     | 4     | 0        | --          | .556  | 408   | 93.2     | 118      | 15          | 23       | 0     | 1        | 75       | 1     | 0        | 57    | 57       | 5.48     | 1.51    |
| 1993       | 大洋 横浜  | 28    | 25    | 9     | 3     | 0        | 17    | 6     | 0        | --          | .739  | 712   | 179.1    | 148      | 16          | 41       | 1     | 2        | 137      | 2     | 0        | 59    | 50       | 2.51     | 1.05    |
| 1994       | 大洋 横浜  | 14    | 12    | 1     | 0     | 0        | 5     | 5     | 0        | --          | .500  | 332   | 70.2     | 100      | 16          | 28       | 2     | 0        | 61       | 1     | 0        | 53    | 50       | 6.37     | 1.81    |
| 1995       | 大洋 横浜  | 22    | 6     | 1     | 0     | 1        | 4     | 7     | 0        | --          | .364  | 242   | 56.2     | 58       | 8           | 18       | 1     | 2        | 48       | 2     | 0        | 30    | 28       | 4.45     | 1.34    |
| 1996       | 大洋 横浜  | 25    | 25    | 4     | 0     | 1        | 10    | 8     | 0        | --          | .556  | 626   | 146.1    | 172      | 25          | 36       | 4     | 0        | 85       | 2     | 0        | 76    | 67       | 4.12     | 1.42    |
| 1997       | 大洋 横浜  | 25    | 25    | 1     | 1     | 0        | 10    | 8     | 0        | --          | .556  | 620   | 143.1    | 153      | 20          | 43       | 6     | 4        | 94       | 0     | 3        | 71    | 62       | 3.89     | 1.37    |
| 1998       | 大洋 横浜  | 28    | 27    | 3     | 0     | 1        | 13    | 8     | 0        | --          | .619  | 728   | 177.2    | 183      | 20          | 29       | 0     | 2        | 100      | 2     | 2        | 70    | 66       | 3.34     | 1.19    |
| 1999       | 大洋 横浜  | 7     | 7     | 0     | 0     | 0        | 1     | 1     | 0        | --          | .500  | 144   | 31.1     | 49       | 4           | 8        | 0     | 1        | 13       | 1     | 1        | 25    | 19       | 5.46     | 1.82    |
| 2000       | 大洋 横浜  | 29    | 14    | 0     | 0     | 0        | 2     | 8     | 0        | --          | .200  | 426   | 100.2    | 116      | 15          | 20       | 2     | 2        | 57       | 1     | 0        | 51    | 49       | 4.38     | 1.35    |
| 2001       | 大洋 横浜  | 14    | 14    | 2     | 1     | 0        | 4     | 5     | 0        | --          | .444  | 318   | 75.0     | 86       | 8           | 15       | 0     | 4        | 32       | 0     | 0        | 37    | 37       | 4.44     | 1.35    |
| 2002       | 大洋 横浜  | 3     | 0     | 0     | 0     | 0        | 0     | 2     | 0        | --          | .000  | 31    | 5.1      | 12       | 1           | 3        | 1     | 1        | 3        | 0     | 0        | 8     | 8        | 13.50    | 2.81    |
| 通算：15年 | 通算：15年 | 301   | 233   | 38    | 9     | 10       | 101   | 88    | 0        | --          | .534  | 6446  | 1534.0   | 1623     | 211         | 380      | 20    | 24       | 998      | 25    | 7        | 743   | 683      | 4.01     | 1.31    |

- 各年度の太字はリーグ最高
- 大洋（横浜大洋ホエールズ）は、1993年に横浜（横浜ベイスターズ）に球団名を変更

### 通算打撃成績
打率.196　92安打 6本塁打 47打点 1盗塁

### タイトル
- 最多勝利：1回 （1993年）

### 表彰
- 優秀JCB・MEP賞：1回 （1991年）

### 記録
投手記録（初記録）
- 初登板・初先発・初勝利・初完投・初完封：1988年10月2日、対広島東洋カープ24回戦（横浜スタジアム）
- 初奪三振：同上、4回表に小早川毅彦から

節目の記録
- 1000投球回：1996年10月6日、対広島東洋カープ26回戦（横浜スタジアム）、3回表1死目に達成 ※史上270人目
- 100勝：2001年8月5日、対読売ジャイアンツ21回戦（横浜スタジアム）、9回1失点完投勝利 ※史上117人目
- 1500投球回：2001年8月25日、対ヤクルトスワローズ21回戦（横浜スタジアム）、5回表3死目に藤井秀悟を三振で達成 ※史上148人目

打撃記録（初記録）
- 初安打：1988年10月16日、対中日ドラゴンズ26回戦（横浜スタジアム）、3回裏に山本昌から
- 初打点：1989年7月15日、対中日ドラゴンズ15回戦（ナゴヤ球場）、2回表に鈴木孝政から
- 初本塁打：1990年9月26日、対読売ジャイアンツ25回戦（東京ドーム）、2回表に槙原寛己からソロ

その他の記録
- オールスターゲーム出場：3回 （1990年、1991年、1993年）

### 背番号
- 21 （1988年 - 2002年）
- 79 （2003年）
- 71 （2004年 - 2005年）
- 75 （2007年 - 2010年）

### 登録名
- 野村 弘（のむら ひろし） （1988年 - 1989年）
- 野村 弘樹（のむら ひろき）（1990年 - ）

## 関連情報

### 出演番組
- ニッポン放送ショウアップナイター
- tvkプロ野球中継 横浜DeNAベイスターズ熱烈LIVE
- J SPORTS STADIUM（広島、及び中日主催試合を担当。）
- すぽると!（2011年 - 。2012年は毎週日曜レギュラー、その他平日に出演。）
- enjoy! Baseball（2012年 - ）[注 2]
- L!VE MAJOR LEAGUE BASEBALL（同上）
- SWALLOWS BASEBALL L!VE（2013年 - ）
- プロ野球ニュース
- ライオンのグータッチ（フジテレビ）グータッチサポーター

### 映画
- 孤狼の血 LEVEL2（2021年8月20日、東映） - 声のみ出演

### 書籍
- 『PL学園OBはなぜプロ野球で成功するのか?』（橋本清、ぴあ、2009/3、第9章で野村を取材、ISBN 978-4835617282）
- 『立浪&野村が教える! 野球少年が親子でうまくなるプロ思考』（共著：立浪和義 集英社、2012/9 ISBN 978-4087806595）